# ATP Tour 2000
Die ATP Tour 2000 ist die höchste Wettbewerbsserie im männlichen Profitennis im Jahr 2000 und wird von der ATP organisiert. Zunächst werden alle Turniere ihrem Beginn nach mit den jeweiligen Einzel- und Doppelsiegern aufgelistet, danach wird die Weltrangliste zum Saisonabschluss dargestellt. Im weiteren Teil folgt eine detaillierte Liste aller Turniersieger nach der Anzahl ihrer Erfolge sowie eine umfangreiche Nationenwertung, die Einzel- und Doppelerfolge beinhaltet.

## Turniere
Einschließlich des World Team Cup und der Einzel- und Doppel-Weltmeisterschaften im Rahmen des Tennis Masters Cups wurden in diesem Jahr 71 Turniere gespielt. Neben den vier Grand-Slam-Turnieren waren dies neun Master-Turniere, welche zuvor noch als ATP Super 9 vermarktet wurden, elf Turniere der International Series Gold sowie 44 Turniere der International Series. Ebenfalls zur Tour zählte das Tennisturnier bei den Olympischen Sommerspielen in Sydney, womit Sydney Austragungsort zweier Turniere in dieser Saison war. Allerdings fand das Adidas International im Januar noch im alten White City Stadium statt, während bei den Sommerspielen auf der Tennisanlage im neuen Sydney Olympic Park gespielt wurde.

### Änderungen zur Vorsaison
Im Vergleich zum Vorjahr wurden in der International Series Gold die Heineken Open Singapore durch das in Mexiko-Stadt ausgetragene Turnier Abierto Mexicano de Tenis Pegaso ersetzt. Bei der International Series wurden jeweils nach einem Jahr Pause die Turniere in Viña del Mar und Bogotá wieder eingeführt. Die Saisonabschlussturniere fanden zum einzigen Mal für das Einzel in Lissabon und für das Doppel in Bengaluru statt.

### Einführung des ATP-Race
Zudem wurde mit dem ATP-Race ein zusätzliches Bewertungssystem eingeführt, welches die Teilnahme am Tennis Masters Cup regelte. Die ersten acht Spieler, bzw. die ersten acht Doppel dieser neuen Rangliste qualifizierten sich für das Jahresendturnier. Bei den Doppeln ist zu bemerken, dass das ATP-Race keine Individualstatistik darstellte, sondern die Punkte nach Paarungen vergab. Ein weiterer Unterschied zur klassischen Weltrangliste bestand vor allem darin, dass nur Punkte, die in dieser Saison erreicht wurden, in die Statistik einflossen, sprich die Punktzahl nach Ende der Saison wieder gelöscht wurden.
Die genaue Punktevergabe lässt sich im zugehörigen Artikel finden, der Stand zu Saisonende wird weiter unten dargestellt.

## Turnierserien
| Anzahl der Turniere nach Turnierserie |                              |
|                                       | 4 Grand-Slam-Turniere        |
| Barclays ATP World Tour Finals        | Tennis Masters Cup           |
| ATP World Tour Masters 1000           | 9 Tennis Masters Series      |
| ATP World Tour 500                    | 11 International Series Gold |
| ATP World Tour 250                    | 44 International Series      |
| Olympische Spiele                     | Olympische Spiele            |
| Davis Cup                             | Davis Cup                    |
|                                       | Hopman Cup                   |

## Turnierplan
| Datum a  | Ort                | Turnier                                       | Preisgeld (in US-$) | Belag b         | Sieger Einzel                    | Sieger Doppel                       |
| -------- | ------------------ | --------------------------------------------- | ------------------- | --------------- | -------------------------------- | ----------------------------------- |
| 03.01.   |                    |                                               |                     |                 |                                  |                                     |
| Perth    | Hopman Cup         | –                                             | Hartplatz           | Südafrika       | Thailand                         |                                     |
| Doha     | Qatar Open         | 1.000.000                                     | Hartplatz           | Fabrice Santoro | Mark Knowles Maks Mirny          |                                     |
| Chennai  | Gold Flake Open    | 430.000                                       | Hartplatz           | Jérôme Golmard  | Julien Boutter Christophe Rochus |                                     |
| Adelaide | AAPT Championships | 350.000                                       | Hartplatz           | Lleyton Hewitt  | Todd Woodbridge Mark Woodforde   |                                     |
| 10.01.   | Sydney             | Adidas International                          | 350.000             | Hartplatz       | Lleyton Hewitt                   | Todd Woodbridge Mark Woodforde      |
| 10.01.   | Auckland           | Heineken Open                                 | 350.000             | Hartplatz       | Magnus Norman                    | Ellis Ferreira Rick Leach           |
| 17.01.   | Melbourne          | Australian Open                               | 6.000.000           | Hartplatz       | Andre Agassi                     | Ellis Ferreira Rick Leach           |
| 07.02.   | Marseille          | Open 13                                       | 500.000             | Hartplatz (i)   | Marc Rosset                      | Simon Aspelin Johan Landsberg       |
| 07.02.   | San José           | Sybase Open                                   | 375.000             | Hartplatz (i)   | Mark Philippoussis               | Jan-Michael Gambill Scott Humphries |
| 07.02.   | Dubai              | Dubai Tennis Championships                    | 1.000.000           | Hartplatz       | Nicolas Kiefer                   | Jiří Novák David Rikl               |
| 14.02.   | Memphis            | Kroger St. Jude International                 | 800.000             | Hartplatz (i)   | Magnus Larsson                   | Justin Gimelstob Sébastien Lareau   |
| 14.02.   | Rotterdam          | ABN/AMRO World Tennis Tournament              | 850.000             | Hartplatz (i)   | Cédric Pioline                   | David Adams John-Laffnie de Jager   |
| 21.02.   | Mexiko-Stadt       | Abierto Mexicano de Tenis Pegaso              | 800.000             | Sand            | Juan Ignacio Chela               | Byron Black Donald Johnson          |
| 21.02.   | London             | Axa Cup                                       | 800.000             | Hartplatz (i)   | Marc Rosset                      | David Adams John-Laffnie de Jager   |
| 28.02.   | Kopenhagen         | Copenhagen Open                               | 350.000             | Hartplatz (i)   | Andreas Vinciguerra              | Martin Damm David Prinosil          |
| 28.02.   | Santiago de Chile  | Chevrolet Cup                                 | 375.000             | Sand            | Gustavo Kuerten                  | Gustavo Kuerten Antonio Prieto      |
| 28.02.   | Delray Beach       | Citrix Tennis Championships                   | 350.000             | Hartplatz       | Stefan Koubek                    | Brian MacPhie Nenad Zimonjić        |
| 06.03.   | Bogotá             | Cerveza Club Columbia Open                    | 375.000             | Sand            | Mariano Puerta                   | Pablo Albano Lucas Arnold Ker       |
| 06.03.   | Scottsdale         | Franklin Templeton Tennis Classic             | 375.000             | Hartplatz       | Lleyton Hewitt                   | Jared Palmer Richey Reneberg        |
| 13.03.   | Indian Wells       | Tennis Masters Series Indian Wells            | 2.950.000           | Hartplatz       | Àlex Corretja                    | Alex O’Brien Jared Palmer           |
| 20.03.   | Miami              | The Ericsson Open                             | 3.200.000           | Hartplatz       | Pete Sampras                     | Todd Woodbridge Mark Woodforde      |
| 10.04.   | Casablanca         | Grand Prix Hassan II                          | 350.000             | Sand            | Fernando Vicente                 | Arnaud Clément Sébastien Grosjean   |
| 10.04.   | Atlanta            | Galleryfurniture.com Challenge                | 375.000             | Sand            | Andrew Ilie                      | Ellis Ferreira Rick Leach           |
| 10.04.   | Estoril            | Estoril Open                                  | 625.000             | Sand            | Carlos Moyá                      | Donald Johnson Piet Norval          |
| 17.04.   | Monte Carlo        | Monte Carlo Masters                           | 2.950.000           | Sand            | Cédric Pioline                   | Wayne Ferreira Jewgeni Kafelnikow   |
| 24.04.   | Barcelona          | Open Seat Godó                                | 1.000.000           | Sand            | Marat Safin                      | Nicklas Kulti Mikael Tillström      |
| 01.05.   | Orlando            | US Men’s Clay Court Championships             | 350.000             | Sand            | Fernando González                | Leander Paes Jan Siemerink          |
| 01.05.   | München            | BMW Open                                      | 400.000             | Sand            | Franco Squillari                 | David Adams John-Laffnie de Jager   |
| 01.05.   | Mallorca           | Mallorca Open                                 | 500.000             | Sand            | Marat Safin                      | Michaël Llodra Diego Nargiso        |
| 08.05.   | Rom                | Italian Open                                  | 2.950.000           | Sand            | Magnus Norman                    | Martin Damm Dominik Hrbatý          |
| 15.05.   | Hamburg            | German Open                                   | 2.950.000           | Sand            | Gustavo Kuerten                  | Todd Woodbridge Mark Woodforde      |
| 21.05.   | Düsseldorf         | World Team Cup                                | 1.900.000           | Sand            | Slowakei                         |                                     |
| 22.05.   | St. Pölten         | International Raiffeisen Grand Prix           | 425.000             | Sand            | Andrei Pavel                     | Mahesh Bhupathi Andrew Kratzmann    |
| 29.05.   | Paris              | French Open                                   | 4.564.491           | Sand            | Gustavo Kuerten                  | Todd Woodbridge Mark Woodforde      |
| 12.06.   | Halle              | Gerry Weber Open                              | 1.000.000           | Rasen           | David Prinosil                   | Nicklas Kulti Mikael Tillström      |
| 12.06.   | London             | Stella Artois Championships                   | 800.000             | Rasen           | Lleyton Hewitt                   | Todd Woodbridge Mark Woodforde      |
| 19.06.   | ’s-Hertogenbosch   | Heineken Trophy                               | 400.000             | Rasen           | Patrick Rafter                   | Martin Damm Cyril Suk               |
| 19.06.   | Nottingham         | Nottingham Open                               | 375.000             | Rasen           | Sébastien Grosjean               | Donald Johnson Piet Norval          |
| 26.06.   | Wimbledon          | Wimbledon Championships                       | 6.000.000           | Rasen           | Pete Sampras                     | Todd Woodbridge Mark Woodforde      |
| 10.07.   | Gstaad             | UBS Open Gstaad                               | 600.000             | Sand            | Àlex Corretja                    | Jiří Novák David Rikl               |
| 10.07.   | Båstad             | Wideyes Swedish Open                          | 375.000             | Sand            | Magnus Norman                    | Nicklas Kulti Mikael Tillström      |
| 10.07.   | Newport            | Miller Lite Hall of Fame Tennis Championships | 375.000             | Rasen           | Peter Wessels                    | Jonathan Erlich Harel Levy          |
| 17.07.   | Amsterdam          | Energis Dutch Open                            | 400.000             | Sand            | Magnus Gustafsson                | Andrés Schneiter Sergio Roitman     |
| 17.07.   | Stuttgart          | Mercedes Cup                                  | 1.000.000           | Sand            | Franco Squillari                 | Jiří Novák David Rikl               |
| 17.07.   | Umag               | Croatia Open                                  | 400.000             | Sand            | Marcelo Ríos                     | Álex López Morón Albert Portas      |
| 24.07.   | San Marino         | Internazionali di Tennis di San Marino        | 350.000             | Sand            | Álex Calatrava                   | Tomáš Cibulec Leoš Friedl           |
| 24.07.   | Kitzbühel          | Generali Open                                 | 750.000             | Sand            | Àlex Corretja                    | Pablo Albano Cyril Suk              |
| 24.07.   | Los Angeles        | Mercedes-Benz Cup                             | 375.000             | Hartplatz       | Michael Chang                    | Paul Kilderry Sandon Stolle         |
| 31.07.   | Toronto            | du Maurier Open                               | 2.450.000           | Hartplatz       | Marat Safin                      | Daniel Nestor Sébastien Lareau      |
| 07.08.   | Cincinnati         | Western & Southern Financial Group Masters    | 2.950.000           | Hartplatz       | Thomas Enqvist                   | Todd Woodbridge Mark Woodforde      |
| 14.08.   | Washington, D.C.   | Legg Mason Tennis Classic                     | 800.000             | Hartplatz       | Àlex Corretja                    | Alex O’Brien Jared Palmer           |
| 14.08.   | Indianapolis       | RCA Championships                             | 800.000             | Hartplatz       | Gustavo Kuerten                  | Lleyton Hewitt Sandon Stolle        |
| 21.08.   | Long Island        | Hamlet Cup                                    | 415.200             | Hartplatz       | Magnus Norman                    | Jonathan Stark Kevin Ullyett        |
| 28.08.   | New York City      | US Open                                       | 6.834.415           | Hartplatz       | Marat Safin                      | Lleyton Hewitt Maks Mirny           |
| 11.09.   | Bukarest           | Gelsor Open Romania                           | 375.000             | Sand            | Juan Balcells                    | Alberto Martín Eyal Ran             |
| 11.09.   | Taschkent          | President’s Cup                               | 525.000             | Hartplatz       | Marat Safin                      | Justin Gimelstob Scott Humphries    |
| 19.09.   | Sydney             | Olympische Sommerspiele                       | –                   | Hartplatz       | Jewgeni Kafelnikow               | Sébastien Lareau Daniel Nestor      |
| 25.09.   | Palermo            | Campionati Internazionali di Sicilia          | 375.000             | Sand            | Olivier Rochus                   | Tomás Carbonell Martín García       |
| 02.10.   | Hongkong           | Salem Open                                    | 375.000             | Hartplatz       | Nicolas Kiefer                   | Wayne Black Kevin Ullyett           |
| 09.10.   | Tokio              | Japan Open                                    | 800.000             | Hartplatz       | Sjeng Schalken                   | Mahesh Bhupathi Leander Paes        |
| 09.10.   | Wien               | CA Tennis Trophy                              | 800.000             | Hartplatz (i)   | Tim Henman                       | Jewgeni Kafelnikow Nenad Zimonjić   |
| 16.10.   | Toulouse           | Grand Prix de Tennis de Toulouse              | 400.000             | Hartplatz (i)   | Nicolas Escudé                   | Julien Boutter Fabrice Santoro      |
| 16.10.   | Shanghai           | Heineken Open Shanghai                        | 375.000             | Hartplatz       | Magnus Norman                    | Paul Haarhuis Sjeng Schalken        |
| 23.10.   | Moskau             | Kremlin Cup                                   | 1.000.000           | Teppich (i)     | Jewgeni Kafelnikow               | Jonas Björkman David Prinosil       |
| 23.10.   | Basel              | Davidoff Swiss Indoors Basel                  | 1.000.000           | Teppich (i)     | Thomas Enqvist                   | Donald Johnson Piet Norval          |
| 30.10.   | Stuttgart          | Tennis Masters Series Stuttgart               | 2.950.000           | Hartplatz (i)   | Wayne Ferreira                   | Jiří Novák David Rikl               |
| 06.11.   | Lyon               | Grand Prix de Tennis de Lyon                  | 800.000             | Teppich (i)     | Arnaud Clément                   | Paul Haarhuis Sandon Stolle         |
| 06.11.   | St. Petersburg     | St. Petersburg Open                           | 800.000             | Hartplatz (i)   | Marat Safin                      | Daniel Nestor Kevin Ullyett         |
| 13.11.   | Paris              | Tennis Masters Series Paris                   | 2.950.000           | Teppich (i)     | Marat Safin                      | Nicklas Kulti Maks Mirny            |
| 20.11.   | Brighton           | Samsung Open                                  | 400.000             | Hartplatz (i)   | Tim Henman                       | Michael Hill Jeff Tarango           |
| 20.11.   | Stockholm          | Scania Stockholm Open                         | 800.000             | Hartplatz (i)   | Thomas Johansson                 | Mark Knowles Daniel Nestor          |
| 27.11.   | Lissabon Bangalore | Tennis Masters Cup                            | 4.450.000           | Hartplatz (i)   | Gustavo Kuerten                  | Donald Johnson Piet Norval          |

## Ranglisten

### Weltranglisten
| Einzel Stand vom 18. Dezember 2000 | Einzel Stand vom 18. Dezember 2000 | Einzel Stand vom 18. Dezember 2000 |
| Rang                               | Spieler                            | Punkte                             |
| ---------------------------------- | ---------------------------------- | ---------------------------------- |
| 1.                                 | Gustavo Kuerten                    | 4.195                              |
| 2.                                 | Marat Safin                        | 4.120                              |
| 3.                                 | Pete Sampras                       | 3.385                              |
| 4.                                 | Magnus Norman                      | 3.110                              |
| 5.                                 | Jewgeni Kafelnikow                 | 2.935                              |
| 6.                                 | Andre Agassi                       | 2.765                              |
| 7.                                 | Lleyton Hewitt                     | 2.625                              |
| 8.                                 | Àlex Corretja                      | 2.475                              |
| 9.                                 | Thomas Enqvist                     | 2.210                              |
| 10.                                | Tim Henman                         | 2.020                              |

| Doppel Stand vom 18. Dezember 2000 | Doppel Stand vom 18. Dezember 2000 | Doppel Stand vom 18. Dezember 2000 |
| Rang                               | Spieler                            | Punkte                             |
| ---------------------------------- | ---------------------------------- | ---------------------------------- |
| 1.                                 | Mark Woodforde                     | 4.985                              |
| 2.                                 | Todd Woodbridge                    | 4.970                              |
| 3.                                 | Sandon Stolle                      | 4.085                              |
| 4.                                 | Paul Haarhuis                      | 3.850                              |
| 5.                                 | Ellis Ferreira                     | 3.565                              |
| 6.                                 | Rick Leach                         | 3.565                              |
| 7.                                 | Jared Palmer                       | 3.260                              |
| 8.                                 | Alex O’Brien                       | 3.020                              |
| 9.                                 | Maks Mirny                         | 2.990                              |
| 10.                                | Jiří Novák                         | 2.960                              |

### ATP-Race
- Rang: Gibt die Reihenfolge der Spieler gemäß ihren erreichten Punkten an.
- Spieler: Nennt Namen und Nationalität des Spielers. Fett markierte Spieler nahmen am Tennis Masters Cup teil.
- Turniere: Gibt die Anzahl aller gespielten und damit in die Wertung eingeflossenen Turniere der Saison an.
- Punkte Ges.: Nennt die erreichte Gesamt-Punktzahl des Spielers.
- Punkte GS: Nennt die bei Grand-Slam-Turnieren erreichte Punktzahl des Spielers.
- Punkte TMS: Nennt die bei der Tennis Masters Series erreichte Punktzahl des Spielers.
- Punkte Rest: Nennt die Punktzahl des Spielers, die bei Turnieren anderer Kategorie erreicht wurden.

Einzel
| Rang | Spieler            | Turniere | Punkte Ges. | Punkte GS | Punkte TMS | Punkte Rest |
| ---- | ------------------ | -------- | ----------- | --------- | ---------- | ----------- |
| 1.   | Gustavo Kuerten    | 23       | 839         | 217       | 490        | 132         |
| 2.   | Marat Safin        | 30       | 824         | 258       | 356        | 210         |
| 3.   | Pete Sampras       | 16       | 677         | 431       | 212        | 34          |
| 4.   | Magnus Norman      | 26       | 622         | 267       | 208        | 147         |
| 5.   | Jewgeni Kafelnikow | 32       | 587         | 212       | 188        | 187         |
| 6.   | Andre Agassi       | 19       | 553         | 304       | 184        | 65          |
| 7.   | Lleyton Hewitt     | 21       | 525         | 151       | 202        | 172         |
| 8.   | Àlex Corretja      | 25       | 495         | 72        | 233        | 190         |
| 9.   | Thomas Enqvist     | 25       | 442         | 76        | 232        | 134         |
| 10.  | Tim Henman         | 26       | 404         | 90        | 148        | 166         |

Stand vom 4. Dezember 2000

### Preisgelder
| Einzel und Doppel Stand vom 18. Dezember 2000 | Einzel und Doppel Stand vom 18. Dezember 2000 | Einzel und Doppel Stand vom 18. Dezember 2000 |
| Pos.                                          | Spieler                                       | Preisgeld in US-$                             |
| --------------------------------------------- | --------------------------------------------- | --------------------------------------------- |
| 1.                                            | Gustavo Kuerten                               | 4.701.610                                     |
| 2.                                            | Jewgeni Kafelnikow                            | 3.755.599                                     |
| 3.                                            | Marat Safin                                   | 3.524.959                                     |
| 4.                                            | Thomas Enqvist                                | 2.381.060                                     |
| 5.                                            | Pete Sampras                                  | 2.254.598                                     |
| 6.                                            | Andre Agassi                                  | 1.884.443                                     |
| 7.                                            | Magnus Norman                                 | 1.846.269                                     |
| 8.                                            | Lleyton Hewitt                                | 1.642.572                                     |
| 9.                                            | Àlex Corretja                                 | 1.530.062                                     |
| 10.                                           | Wayne Ferreira                                | 1.237.864                                     |

## Turniersieger
Die meisten Turniersiege im Einzel konnte Marat Safin für sich verbuchen, der insgesamt sieben Turniere, darunter die US Open, gewann und dem damit sein Durchbruch gelang. Zum Ende des Jahres war Gustavo Kuerten Spitzenreiter der Tennisweltrangliste, der unter anderem bei den French Open und dem Tennis Masters Cup als Sieger vom Platz ging.
Im Doppel war es das Jahr des australischen Doppels Woodbridge/Woodforde, das sich bei acht Turnieren in die Siegerliste eintrug, u. a. bei den French Open und in Wimbledon. Sie beendeten das Jahr folgerichtig auf Rang 1 und 2 der individuellen Doppel-ATP-Weltrangliste. Sieger der ATP Tour World Championship Doubles am Saisonende wurde jedoch die Paarung Donald Johnson/Piet Norval.
- Rang: Gibt die Reihenfolge der Spieler gemäß ihrer Anzahl an Siege wieder.
- Spieler: Nennt den Namen sowie anhand der Flagge die Nationalität des Spielers. Die Nationalität kann durch Drüberscrollen mit der Maus auch in Textform angezeigt werden.
- Siege: Nennt die Gesamtzahl aller gewonnenen Turniere des Spielers in dieser Saison.
- Turnierkategorie: Listet die Turniergewinne des Spielers nach der Wertigkeit des Turniers auf. Diese ist in absteigender Reihenfolge Grand Slam, Tennis Masters Cup, Tennis Masters Series, International Series Gold und International Series.
- Turnierbedingungen: Listet die Turniergewinne des Spielers nach den Eigenschaften des Turniers auf. So wird sowohl zwischen den einzelnen Belägen (Hartplatz, Sand, Rasen oder Teppich) als auch zwischen den Stadionsbedingungen (Freiluft oder Halle) unterschieden.

### Einzel
| Rang   | Spieler              | Siege | Turnierkategorie | Turnierkategorie   | Turnierkategorie      | Turnierkategorie          | Turnierkategorie     | Turnierbedingungen | Turnierbedingungen | Turnierbedingungen | Turnierbedingungen | Turnierbedingungen | Turnierbedingungen |
| ------ | -------------------- | ----- | ---------------- | ------------------ | --------------------- | ------------------------- | -------------------- | ------------------ | ------------------ | ------------------ | ------------------ | ------------------ | ------------------ |
| Rang   | Spieler              | Siege | Grand Slam       | Tennis Masters Cup | Tennis Masters Series | International Series Gold | International Series | Hartplatz          | Sand               | Rasen              | Teppich            | Freiplatz          | Halle              |
| 01.    | Marat Safin          | 7     | 1                | –                  | 2                     | 1                         | 3                    | 4                  | 2                  | –                  | 1                  | 5                  | 2                  |
| 02.    | Gustavo Kuerten      | 5     | 1                | 1                  | 1                     | 1                         | 1                    | 2                  | 3                  | –                  | –                  | 4                  | 1                  |
| 02.    | Magnus Norman        | 5     | –                | –                  | 1                     | –                         | 4                    | 3                  | 2                  | –                  | –                  | 5                  | –                  |
| 04.    | Àlex Corretja        | 4     | –                | –                  | 1                     | 2                         | 1                    | 2                  | 2                  | –                  | –                  | 4                  | –                  |
| 04.    | Lleyton Hewitt       | 4     | –                | –                  | –                     | –                         | 4                    | 3                  | –                  | 1                  | –                  | 4                  | –                  |
| 05.    | Thomas Enqvist       | 2     | –                | –                  | 1                     | –                         | 1                    | 1                  | –                  | –                  | 1                  | 1                  | 1                  |
| 05.    | Tim Henman           | 2     | –                | –                  | –                     | 1                         | 1                    | 2                  | –                  | –                  | –                  | –                  | 2                  |
| 05.    | Jewgeni Kafelnikow b | 2     | –                | –                  | –                     | –                         | 1                    | 1                  | –                  | –                  | 1                  | 1                  | 1                  |
| 05.    | Nicolas Kiefer       | 2     | –                | –                  | –                     | –                         | 2                    | 2                  | –                  | –                  | –                  | 2                  | –                  |
| 05.    | Cédric Pioline       | 2     | –                | –                  | 1                     | 1                         | –                    | 1                  | 1                  | –                  | –                  | 1                  | 1                  |
| 05.    | Marc Rosset          | 2     | –                | –                  | –                     | 1                         | 1                    | 2                  | –                  | –                  | –                  | –                  | 2                  |
| 05.    | Pete Sampras         | 2     | 1                | –                  | 1                     | –                         | –                    | 1                  | –                  | 1                  | –                  | 2                  | –                  |
| 05.    | Franco Squillari     | 2     | –                | –                  | –                     | 1                         | 1                    | –                  | 2                  | –                  | –                  | 2                  | –                  |
| 13.    | Andre Agassi         | 1     | 1                | –                  | –                     | –                         | –                    | 1                  | –                  | –                  | –                  | 1                  | –                  |
| 13.    | Juan Balcells        | 1     | –                | –                  | –                     | –                         | 1                    | –                  | 1                  | –                  | –                  | 1                  | –                  |
| 13.    | Álex Calatrava       | 1     | –                | –                  | –                     | –                         | 1                    | –                  | 1                  | –                  | –                  | 1                  | –                  |
| 13.    | Michael Chang        | 1     | –                | –                  | –                     | –                         | 1                    | 1                  | –                  | –                  | –                  | 1                  | –                  |
| 13.    | Juan Ignacio Chela   | 1     | –                | –                  | –                     | 1                         | –                    | –                  | 1                  | –                  | –                  | 1                  | –                  |
| 13.    | Arnaud Clément       | 1     | –                | –                  | –                     | –                         | 1                    | –                  | –                  | –                  | 1                  | –                  | 1                  |
| 13.    | Nicolas Escudé       | 1     | –                | –                  | –                     | –                         | 1                    | 1                  | –                  | –                  | –                  | –                  | 1                  |
| 13.    | Wayne Ferreira       | 1     | –                | –                  | 1                     | –                         | –                    | 1                  | –                  | –                  | –                  | –                  | 1                  |
| 13.    | Jérôme Golmard       | 1     | –                | –                  | –                     | –                         | 1                    | 1                  | –                  | –                  | –                  | 1                  | –                  |
| 13.    | Fernando González    | 1     | –                | –                  | –                     | –                         | –                    | –                  | 1                  | –                  | –                  | 1                  | –                  |
| 13.    | Sébastien Grosjean   | 1     | –                | –                  | –                     | –                         | 1                    | –                  | –                  | 1                  | –                  | 1                  | –                  |
| 13.    | Magnus Gustafsson    | 1     | –                | –                  | –                     | –                         | 1                    | –                  | 1                  | –                  | –                  | 1                  | –                  |
| 13.    | Andrew Ilie          | 1     | –                | –                  | –                     | –                         | 1                    | –                  | 1                  | –                  | –                  | 1                  | –                  |
| 13.    | Thomas Johansson     | 1     | –                | –                  | –                     | –                         | 1                    | 1                  | –                  | –                  | –                  | –                  | 1                  |
| 13.    | Stefan Koubek        | 1     | –                | –                  | –                     | –                         | 1                    | 1                  | –                  | –                  | –                  | 1                  | –                  |
| 13.    | Magnus Larsson       | 1     | –                | –                  | –                     | 1                         | –                    | 1                  | –                  | –                  | –                  | –                  | 1                  |
| 13.    | Carlos Moyá          | 1     | –                | –                  | –                     | –                         | 1                    | –                  | 1                  | –                  | –                  | 1                  | –                  |
| 13.    | Andrei Pavel         | 1     | –                | –                  | –                     | –                         | 1                    | –                  | 1                  | –                  | –                  | 1                  | –                  |
| 13.    | Mark Philippoussis   | 1     | –                | –                  | –                     | –                         | 1                    | 1                  | –                  | –                  | –                  | –                  | 1                  |
| 13.    | David Prinosil       | 1     | –                | –                  | –                     | –                         | 1                    | –                  | –                  | 1                  | –                  | 1                  | –                  |
| 13.    | Mariano Puerta       | 1     | –                | –                  | –                     | –                         | 1                    | –                  | 1                  | –                  | –                  | 1                  | –                  |
| 13.    | Patrick Rafter       | 1     | –                | –                  | –                     | –                         | 1                    | –                  | –                  | 1                  | –                  | 1                  | –                  |
| 13.    | Marcelo Ríos         | 1     | –                | –                  | –                     | –                         | 1                    | –                  | 1                  | –                  | –                  | 1                  | –                  |
| 13.    | Olivier Rochus       | 1     | –                | –                  | –                     | –                         | 1                    | –                  | 1                  | –                  | –                  | 1                  | –                  |
| 13.    | Fabrice Santoro      | 1     | –                | –                  | –                     | –                         | 1                    | 1                  | –                  | –                  | –                  | 1                  | –                  |
| 13.    | Sjeng Schalken       | 1     | –                | –                  | –                     | 1                         | –                    | 1                  | –                  | –                  | –                  | 1                  | –                  |
| 13.    | Fernando Vicente     | 1     | –                | –                  | –                     | –                         | 1                    | –                  | 1                  | –                  | –                  | 1                  | –                  |
| 13.    | Andreas Vinciguerra  | 1     | –                | –                  | –                     | –                         | 1                    | 1                  | –                  | –                  | –                  | –                  | 1                  |
| 13.    | Peter Wessels        | 1     | –                | –                  | –                     | –                         | 1                    | –                  | –                  | 1                  | –                  | 1                  | –                  |
| Gesamt | Gesamt               | 70    | 4                | 1                  | 9                     | 11                        | 44                   | 36                 | 24                 | 6                  | 4                  | 52                 | 17                 |

### Doppel
| Rang   | Spieler               | Siege | Turnierkategorien | Turnierkategorien  | Turnierkategorien     | Turnierkategorien         | Turnierkategorien    | Turnierbedingungen | Turnierbedingungen | Turnierbedingungen | Turnierbedingungen | Turnierbedingungen | Turnierbedingungen |
| ------ | --------------------- | ----- | ----------------- | ------------------ | --------------------- | ------------------------- | -------------------- | ------------------ | ------------------ | ------------------ | ------------------ | ------------------ | ------------------ |
| Rang   | Spieler               | Siege | Grand Slam        | Tennis Masters Cup | Tennis Masters Series | International Series Gold | International Series | Hartplatz          | Sand               | Rasen              | Teppich            | Freiplatz          | Halle              |
| 1.     | Todd Woodbridge       | 8     | 2                 | –                  | 3                     | -                         | 3                    | 4                  | 2                  | 2                  | –                  | 8                  | -                  |
| 1.     | Mark Woodforde        | 8     | 2                 | –                  | 3                     | -                         | 3                    | 4                  | 2                  | 2                  | –                  | 8                  | -                  |
| 3.     | Donald Johnson        | 5     | –                 | 1                  | -                     | 1                         | 3                    | 1                  | 2                  | 1                  | 1                  | 4                  | 1                  |
| 4.     | Nicklas Kulti         | 4     | –                 | –                  | 1                     | 1                         | 2                    | –                  | 2                  | 1                  | 1                  | 3                  | 1                  |
| 4.     | Daniel Nestor c       | 4     | –                 | –                  | 1                     | –                         | 2                    | 4                  | –                  | –                  | –                  | 2                  | 2                  |
| 4.     | Piet Norval           | 4     | –                 | 1                  | –                     | –                         | 3                    | 1                  | 1                  | 1                  | 1                  | 3                  | 1                  |
| 4.     | Jiří Novák            | 4     | –                 | –                  | 1                     | 1                         | 2                    | 2                  | 2                  | –                  | –                  | 2                  | 2                  |
| 4.     | David Rikl            | 4     | –                 | –                  | 1                     | 1                         | 2                    | 2                  | 2                  | –                  | –                  | 2                  | 2                  |
| 9.     | David Adams           | 3     | –                 | –                  | –                     | 2                         | 1                    | 2                  | 1                  | –                  | –                  | 1                  | 2                  |
| 9.     | Martin Damm           | 3     | –                 | –                  | 1                     | –                         | 2                    | 1                  | 1                  | 1                  | –                  | 2                  | 1                  |
| 9.     | John-Laffnie de Jager | 3     | –                 | –                  | –                     | 2                         | 1                    | 2                  | 1                  | –                  | –                  | 1                  | 2                  |
| 9.     | Ellis Ferreira        | 3     | 1                 | –                  | –                     | –                         | 2                    | 2                  | 1                  | –                  | –                  | 3                  | –                  |
| 9.     | Sébastien Lareau c    | 3     | –                 | –                  | 1                     | 1                         | –                    | 3                  | –                  | –                  | –                  | 2                  | 1                  |
| 9.     | Rick Leach            | 3     | 1                 | –                  | –                     | –                         | 2                    | 2                  | 1                  | –                  | –                  | 3                  | –                  |
| 9.     | Maks Mirny            | 3     | 1                 | –                  | 1                     | –                         | 1                    | 2                  | –                  | –                  | 1                  | 2                  | 1                  |
| 9.     | Jared Palmer          | 3     | –                 | –                  | 1                     | 1                         | 1                    | 3                  | 1                  | –                  | –                  | 3                  | –                  |
| 9.     | Sandon Stolle         | 3     | –                 | –                  | –                     | 1                         | 2                    | 2                  | –                  | –                  | 1                  | 2                  | 1                  |
| 9.     | Mikael Tillström      | 3     | –                 | –                  | –                     | 1                         | 2                    | –                  | 2                  | 1                  | –                  | 3                  | –                  |
| 9.     | Kevin Ullyett         | 3     | –                 | –                  | –                     | –                         | 3                    | 3                  | –                  | –                  | –                  | 2                  | 1                  |
| 20.    | Pablo Albano          | 2     | –                 | –                  | –                     | 1                         | 1                    | –                  | 2                  | –                  | –                  | 2                  | –                  |
| 20.    | Julien Boutter        | 2     | –                 | –                  | –                     | –                         | 2                    | 2                  | –                  | –                  | –                  | 1                  | 1                  |
| 20.    | Mahesh Bhupathi       | 2     | –                 | –                  | –                     | 1                         | 1                    | 1                  | 1                  | –                  | –                  | 2                  | –                  |
| 20.    | Justin Gimelstob      | 2     | –                 | –                  | –                     | 1                         | 1                    | 2                  | –                  | –                  | –                  | 1                  | 1                  |
| 20.    | Paul Haarhuis         | 2     | –                 | –                  | –                     | –                         | 2                    | 1                  | –                  | –                  | 1                  | 1                  | 1                  |
| 20.    | Lleyton Hewitt        | 2     | 1                 | –                  | –                     | 1                         | –                    | 2                  | –                  | –                  | –                  | 2                  | –                  |
| 20.    | Scott Humphries       | 2     | –                 | –                  | –                     | –                         | 2                    | 2                  | –                  | –                  | –                  | 1                  | 1                  |
| 20.    | Jewgeni Kafelnikow    | 2     | –                 | –                  | 1                     | 1                         | –                    | 1                  | 1                  | –                  | –                  | 1                  | 1                  |
| 20.    | Mark Knowles          | 2     | –                 | –                  | –                     | –                         | 2                    | 2                  | –                  | –                  | –                  | 1                  | 1                  |
| 20.    | Alex O’Brien          | 2     | –                 | –                  | 1                     | 1                         | –                    | 2                  | 1                  | –                  | –                  | 2                  | –                  |
| 20.    | Leander Paes          | 2     | –                 | –                  | –                     | 1                         | 1                    | 1                  | 1                  | –                  | –                  | 2                  | –                  |
| 20.    | David Prinosil        | 2     | –                 | –                  | –                     | –                         | 2                    | 1                  | –                  | –                  | 1                  | 1                  | 1                  |
| 20.    | Cyril Suk             | 2     | –                 | –                  | –                     | 1                         | 1                    | –                  | 1                  | 1                  | –                  | 2                  | –                  |
| 20.    | Nenad Zimonjić        | 2     | –                 | –                  | –                     | 1                         | 1                    | 2                  | 1                  | –                  | –                  | 1                  | 1                  |
| 34.    | Simon Aspelin         | 1     | –                 | –                  | –                     | –                         | 1                    | 1                  | –                  | –                  | –                  | –                  | 1                  |
| 34.    | Jonas Björkman        | 1     | –                 | –                  | –                     | –                         | 1                    | –                  | –                  | –                  | 1                  | –                  | 1                  |
| 34.    | Tomáš Cibulec         | 1     | –                 | –                  | –                     | –                         | 1                    | –                  | 1                  | –                  | –                  | 1                  | –                  |
| 34.    | Arnaud Clément        | 1     | –                 | –                  | –                     | –                         | 1                    | –                  | 1                  | –                  | –                  | 1                  | –                  |
| 34.    | Christophe Rochus     | 1     | –                 | –                  | –                     | –                         | 1                    | 1                  | –                  | –                  | –                  | 1                  | –                  |
| 34.    | Byron Black           | 1     | –                 | –                  | –                     | 1                         | –                    | –                  | 1                  | –                  | –                  | 1                  | –                  |
| 34.    | Wayne Black           | 1     | –                 | –                  | –                     | –                         | 1                    | 1                  | –                  | –                  | –                  | 1                  | –                  |
| 34.    | Tomás Carbonell       | 1     | –                 | –                  | –                     | –                         | 1                    | –                  | 1                  | –                  | –                  | 1                  | –                  |
| 34.    | Jonathan Erlich       | 1     | –                 | –                  | –                     | –                         | 1                    | –                  | –                  | 1                  | –                  | 1                  | –                  |
| 34.    | Wayne Ferreira        | 1     | –                 | –                  | 1                     | –                         | –                    | –                  | 1                  | –                  | –                  | –                  | 1                  |
| 34.    | Leoš Friedl           | 1     | –                 | –                  | –                     | –                         | 1                    | –                  | 1                  | –                  | –                  | 1                  | –                  |
| 34.    | Jan-Michael Gambill   | 1     | –                 | –                  | –                     | –                         | 1                    | 1                  | –                  | –                  | –                  | –                  | 1                  |
| 34.    | Martín García         | 1     | –                 | –                  | –                     | –                         | 1                    | –                  | 1                  | –                  | –                  | 1                  | –                  |
| 34.    | Sébastien Grosjean    | 1     | –                 | –                  | –                     | –                         | 1                    | –                  | 1                  | –                  | –                  | 1                  | –                  |
| 34.    | Michael Hill          | 1     | –                 | –                  | –                     | –                         | 1                    | 1                  | –                  | –                  | –                  | –                  | 1                  |
| 34.    | Dominik Hrbatý        | 1     | –                 | –                  | 1                     | –                         | –                    | –                  | 1                  | –                  | –                  | 1                  | –                  |
| 34.    | Lucas Arnold Ker      | 1     | –                 | –                  | –                     | –                         | 1                    | –                  | 1                  | –                  | –                  | 1                  | –                  |
| 34.    | Paul Kilderry         | 1     | –                 | –                  | –                     | –                         | 1                    | 1                  | –                  | –                  | –                  | 1                  | –                  |
| 34.    | Andrew Kratzmann      | 1     | –                 | –                  | –                     | –                         | 1                    | –                  | 1                  | –                  | –                  | 1                  | –                  |
| 34.    | Gustavo Kuerten       | 1     | –                 | –                  | –                     | –                         | 1                    | –                  | 1                  | –                  | –                  | 1                  | –                  |
| 34.    | Johan Landsberg       | 1     | –                 | –                  | –                     | –                         | 1                    | 1                  | –                  | –                  | –                  | –                  | 1                  |
| 34.    | Harel Levy            | 1     | –                 | –                  | –                     | –                         | 1                    | –                  | –                  | 1                  | –                  | 1                  | –                  |
| 34.    | Michaël Llodra        | 1     | –                 | –                  | –                     | –                         | 1                    | –                  | 1                  | –                  | –                  | 1                  | –                  |
| 34.    | Álex López Morón      | 1     | –                 | –                  | –                     | –                         | 1                    | –                  | 1                  | –                  | –                  | 1                  | –                  |
| 34.    | Brian MacPhie         | 1     | –                 | –                  | –                     | –                         | 1                    | 1                  | –                  | –                  | –                  | 1                  | –                  |
| 34.    | Alberto Martín        | 1     | –                 | –                  | –                     | –                         | 1                    | –                  | 1                  | –                  | –                  | 1                  | –                  |
| 34.    | Diego Nargiso         | 1     | –                 | –                  | –                     | –                         | 1                    | –                  | 1                  | –                  | –                  | 1                  | –                  |
| 34.    | Albert Portas         | 1     | –                 | –                  | –                     | –                         | 1                    | –                  | 1                  | –                  | –                  | 1                  | –                  |
| 34.    | Antonio Prieto        | 1     | –                 | –                  | –                     | –                         | 1                    | –                  | 1                  | –                  | –                  | 1                  | –                  |
| 34.    | Eyal Ran              | 1     | –                 | –                  | –                     | –                         | 1                    | –                  | 1                  | –                  | –                  | 1                  | –                  |
| 34.    | Richey Reneberg       | 1     | –                 | –                  | –                     | –                         | 1                    | 1                  | –                  | –                  | –                  | 1                  | –                  |
| 34.    | Sergio Roitman        | 1     | –                 | –                  | –                     | –                         | 1                    | –                  | 1                  | –                  | –                  | 1                  | –                  |
| 34.    | Fabrice Santoro       | 1     | –                 | –                  | –                     | –                         | 1                    | 1                  | –                  | –                  | –                  | –                  | 1                  |
| 34.    | Sjeng Schalken        | 1     | –                 | –                  | –                     | –                         | 1                    | 1                  | –                  | –                  | –                  | 1                  | –                  |
| 34.    | Andrés Schneiter      | 1     | –                 | –                  | –                     | –                         | 1                    | –                  | 1                  | –                  | –                  | 1                  | –                  |
| 34.    | Jan Siemerink         | 1     | –                 | –                  | –                     | –                         | 1                    | –                  | 1                  | –                  | –                  | 1                  | –                  |
| 34.    | Jonathan Stark        | 1     | –                 | –                  | –                     | –                         | 1                    | 1                  | –                  | –                  | –                  | 1                  | –                  |
| 34.    | Jeff Tarango          | 1     | –                 | –                  | –                     | –                         | 1                    | 1                  | –                  | –                  | –                  | –                  | 1                  |
| Gesamt | Gesamt                | 140   | 8                 | 2                  | 18                    | 22                        | 88                   | 72                 | 48                 | 12                 | 8                  | 104                | 34                 |

## Nationenwertung
- Rang: Gibt die Reihenfolge der Nationen gemäß der Anzahl der gewonnenen Turnier wieder. Die Spalte ist sortierbar.
- Nation: Nennt die Nation.
- Siege: Nennt die Anzahl aller gewonnenen Einzel- und Doppelturniere dieser Saison durch Spieler der Nation. Kamen bei einem siegreichen Doppel beide Spieler aus demselben Land, wird der Titel nur einfach gewertet.
- Gesamttitel: Listet die Siege der Nation nach Einzel- (E) und Doppelsiegen (D) auf.
- Turnierkategorie: Listet die Turniergewinne der Nation nach der Wertigkeit des Turniers auf. Diese ist in absteigender Reihenfolge Grand Slam, Tennis Masters Cup, Tennis Masters Series, International Series Gold und International Series. Außerdem erfolgt eine Unterteilung nach Einzel- und Doppelerfolgen.
- Turnierbedingungen: Listet die Turniergewinne der Nation nach den Eigenschaften des Turniers auf. Es wird zwischen den einzelnen Belägen (Hartplatz, Sand, Rasen oder Teppich) unterschieden, sowie nach Einzel- und Doppelerfolgen unterteilt.

| Rang | Nation                 | Siege | Gesamttitel | Gesamttitel | Turnierkategorie | Turnierkategorie | Turnierkategorie   | Turnierkategorie   | Turnierkategorie      | Turnierkategorie      | Turnierkategorie          | Turnierkategorie          | Turnierkategorie     | Turnierkategorie     | Turnierbedingungen | Turnierbedingungen | Turnierbedingungen | Turnierbedingungen | Turnierbedingungen | Turnierbedingungen | Turnierbedingungen | Turnierbedingungen |
| Rang | Nation                 | Siege | Gesamttitel | Gesamttitel | Grand Slam       | Grand Slam       | Tennis Masters Cup | Tennis Masters Cup | Tennis Masters Series | Tennis Masters Series | International Series Gold | International Series Gold | International Series | International Series | Hartplatz          | Hartplatz          | Sand               | Sand               | Rasen              | Rasen              | Teppich            | Teppich            |
| Rang | Nation                 | Siege | E           | D           | E                | D                | E                  | D                  | E                     | D                     | E                         | D                         | E                    | D                    | E                  | D                  | E                  | D                  | E                  | D                  | E                  | D                  |
| ---- | ---------------------- | ----- | ----------- | ----------- | ---------------- | ---------------- | ------------------ | ------------------ | --------------------- | --------------------- | ------------------------- | ------------------------- | -------------------- | -------------------- | ------------------ | ------------------ | ------------------ | ------------------ | ------------------ | ------------------ | ------------------ | ------------------ |
| 1.   | Australien             | 21    | 7           | 14          | –                | 3                | –                  | –                  | –                     | 3                     | –                         | 1                         | 7                    | 7                    | 4                  | 9                  | –                  | 3                  | 2                  | 2                  | –                  | 1                  |
| 1.   | Vereinigte Staaten     | 21    | 4           | 17          | 2                | 1                | –                  | 1                  | 1                     | 1                     | –                         | 3                         | 1                    | 11                   | 3                  | 12                 | –                  | 3                  | 1                  | 1                  | –                  | 1                  |
| 3.   | Schweden               | 17    | 11          | 6           | –                | –                | –                  | –                  | 2                     | 1                     | 1                         | 1                         | 8                    | 4                    | 7                  | 1                  | 3                  | 2                  | –                  | 1                  | 1                  | 2                  |
| 4.   | Südafrika              | 12    | 1           | 11          | –                | 1                | –                  | 1                  | 1                     | 1                     | –                         | 2                         | –                    | 6                    | 1                  | 4                  | –                  | 4                  | –                  | 1                  | –                  | 2                  |
| 5.   | Spanien                | 11    | 8           | 3           | –                | –                | -                  | –                  | 1                     | –                     | 2                         | –                         | 5                    | 3                    | 2                  | –                  | 6                  | 3                  | –                  | –                  | –                  | –                  |
| 5.   | Frankreich             | 11    | 7           | 4           | –                | –                | –                  | –                  | 1                     | –                     | 1                         | –                         | 5                    | 4                    | 4                  | 2                  | 1                  | 2                  | 1                  | –                  | 1                  | –                  |
| 6.   | Russland d             | 10    | 9           | 1           | 1                | –                | –                  | –                  | 2                     | 1                     | 1                         | –                         | 4                    | –                    | 4                  | –                  | 2                  | 1                  | –                  | –                  | 3                  | –                  |
| 7.   | Tschechien             | 9     | –           | 9           | –                | –                | –                  | –                  | –                     | 2                     | –                         | 2                         | –                    | 5                    | –                  | 3                  | –                  | 5                  | –                  | 1                  | –                  | –                  |
| 9.   | Argentinien            | 8     | 4           | 4           | –                | –                | –                  | –                  | –                     | –                     | 2                         | 1                         | 2                    | 3                    | –                  | –                  | 4                  | 4                  | –                  | –                  | –                  | –                  |
| 10.  | Brasilien              | 6     | 5           | 1           | 1                | –                | 1                  | –                  | 1                     | –                     | 1                         | –                         | 1                    | 1                    | 2                  | –                  | 3                  | 1                  | –                  | –                  | –                  | –                  |
| 11.  | Deutschland            | 5     | 3           | 2           | –                | –                | –                  | –                  | –                     | –                     | –                         | –                         | 3                    | 2                    | 2                  | 1                  | –                  | –                  | 1                  | –                  | –                  | 1                  |
| 11.  | Niederlande            | 5     | 2           | 3           | –                | –                | –                  | –                  | –                     | –                     | 1                         | –                         | 1                    | 3                    | 1                  | 1                  | –                  | 1                  | 1                  | –                  | –                  | 1                  |
| 11.  | Kanada d               | 5     | –           | 5           | –                | –                | –                  | –                  | –                     | 1                     | –                         | 1                         | –                    | 2                    | 1                  | 3                  | –                  | –                  | –                  | –                  | –                  | 1                  |
| 14.  | Simbabwe               | 4     | –           | 4           | –                | –                | –                  | –                  | –                     | –                     | –                         | 1                         | –                    | 3                    | –                  | 2                  | –                  | 1                  | –                  | –                  | –                  | 1                  |
| 15.  | Belarus                | 3     | –           | 3           | –                | 1                | –                  | –                  | –                     | 1                     | –                         | –                         | –                    | 1                    | –                  | 2                  | –                  | –                  | –                  | –                  | –                  | 1                  |
| 16.  | Bahamas                | 2     | –           | 2           | –                | –                | –                  | –                  | –                     | –                     | –                         | –                         | –                    | 2                    | –                  | 2                  | –                  | –                  | –                  | –                  | –                  | –                  |
| 16.  | Belgien                | 2     | 1           | 1           | –                | –                | –                  | –                  | –                     | –                     | –                         | –                         | 1                    | 1                    | –                  | 1                  | 1                  | –                  | –                  | –                  | –                  | –                  |
| 16.  | Chile                  | 2     | 2           | –           | –                | –                | –                  | –                  | –                     | –                     | –                         | –                         | 2                    | –                    | –                  | –                  | 2                  | –                  | –                  | –                  | –                  | –                  |
| 16.  | Vereinigtes Königreich | 2     | 2           | –           | –                | –                | –                  | –                  | –                     | –                     | 1                         | –                         | 1                    | –                    | 2                  | –                  | –                  | –                  | –                  | –                  | –                  | –                  |
| 16.  | Indien                 | 2     | –           | 2           | –                | –                | –                  | –                  | –                     | –                     | –                         | –                         | –                    | 2                    | –                  | –                  | –                  | 2                  | –                  | –                  | –                  | –                  |
| 16.  | Israel                 | 2     | –           | 2           | –                | –                | –                  | –                  | –                     | –                     | –                         | –                         | –                    | 2                    | –                  | –                  | –                  | 1                  | –                  | 1                  | –                  | –                  |
| 16.  | Slowakei               | 2 e   | –           | 1           | –                | –                | 1                  | –                  | –                     | 1                     | –                         | –                         | –                    | –                    | –                  | –                  | –                  | 1                  | –                  | –                  | –                  | –                  |
| 16.  | Schweiz                | 2     | 2           | –           | –                | –                | –                  | –                  | –                     | –                     | 1                         | –                         | 1                    | –                    | 1                  | 1                  | –                  | –                  | –                  | –                  | –                  | –                  |
| 16.  | BR Jugoslawien         | 2     | –           | 2           | –                | –                | –                  | –                  | –                     | –                     | –                         | 1                         | –                    | 1                    | –                  | 2                  | –                  | –                  | –                  | –                  | –                  | –                  |
| 25.  | Österreich             | 1     | 1           | –           | –                | –                | –                  | –                  | –                     | –                     | –                         | –                         | 1                    | –                    | 1                  | –                  | –                  | –                  | –                  | –                  | –                  | –                  |
| 25.  | Italien                | 1     | –           | 1           | –                | –                | –                  | –                  | –                     | –                     | –                         | –                         | –                    | 1                    | –                  | –                  | –                  | 1                  | –                  | –                  | –                  | –                  |
| 25.  | Rumänien               | 1     | 1           | –           | –                | –                | –                  | –                  | –                     | –                     | –                         | –                         | 2                    | –                    | –                  | –                  | 1                  | –                  | –                  | –                  | –                  | –                  |